# Varziela
Varziela é uma povoação portuguesa do Município de Felgueiras que foi sede da extinta Freguesia de Varziela, freguesia que tinha 2,85 km² de área e 1 837 habitantes (2011), e, por isso, uma densidade populacional de 644,6 hab./km².
A Freguesia de Varziela foi extinta em 2013, no âmbito de uma reforma administrativa nacional, para, em conjunto com as Freguesias de Margaride, Várzea, Lagares e Moure, formar uma nova freguesia denominada União das Freguesias de Margaride (Santa Eulália), Várzea, Lagares, Varziela e Moure com a sede em Margaride..
Possuía a particularidade de ter uma parte na cidade de Felgueiras, sede do Município, e a outra dentro da área da vila da Longra.

## População
| População da freguesia de Varziela | População da freguesia de Varziela | População da freguesia de Varziela | População da freguesia de Varziela | População da freguesia de Varziela | População da freguesia de Varziela | População da freguesia de Varziela | População da freguesia de Varziela | População da freguesia de Varziela | População da freguesia de Varziela | População da freguesia de Varziela | População da freguesia de Varziela | População da freguesia de Varziela | População da freguesia de Varziela | População da freguesia de Varziela |
| ---------------------------------- | ---------------------------------- | ---------------------------------- | ---------------------------------- | ---------------------------------- | ---------------------------------- | ---------------------------------- | ---------------------------------- | ---------------------------------- | ---------------------------------- | ---------------------------------- | ---------------------------------- | ---------------------------------- | ---------------------------------- | ---------------------------------- |
| 1864                               | 1878                               | 1890                               | 1900                               | 1911                               | 1920                               | 1930                               | 1940                               | 1950                               | 1960                               | 1970                               | 1981                               | 1991                               | 2001                               | 2011                               |
| 631                                | 676                                | 774                                | 885                                | 963                                | 985                                | 1 002                              | 1 171                              | 1 334                              | 1 693                              | 1 868                              | 1 975                              | 1 751                              | 1 985                              | 1 837                              |

| Distribuição da População por Grupos Etários | Distribuição da População por Grupos Etários | Distribuição da População por Grupos Etários | Distribuição da População por Grupos Etários | Distribuição da População por Grupos Etários | Distribuição da População por Grupos Etários | Distribuição da População por Grupos Etários | Distribuição da População por Grupos Etários | Distribuição da População por Grupos Etários | Distribuição da População por Grupos Etários |
| -------------------------------------------- | -------------------------------------------- | -------------------------------------------- | -------------------------------------------- | -------------------------------------------- | -------------------------------------------- | -------------------------------------------- | -------------------------------------------- | -------------------------------------------- | -------------------------------------------- |
| Ano                                          | 0-14 Anos                                    | 15-24 Anos                                   | 25-64 Anos                                   | > 65 Anos                                    |                                              | 0-14 Anos                                    | 15-24 Anos                                   | 25-64 Anos                                   | > 65 Anos                                    |
| 2001                                         | 464                                          | 317                                          | 989                                          | 215                                          |                                              | 23,4%                                        | 16,0%                                        | 49,8%                                        | 10,8%                                        |
| 2011                                         | 276                                          | 310                                          | 984                                          | 267                                          |                                              | 15,0%                                        | 16,9%                                        | 53,6%                                        | 14,5%                                        |